# ۳ دی
۳ دی دویست و هفتاد و نهمین روز سال در گاه‌شماری خورشیدی است. به پایان سال ۸۶ روز (۸۷ روز در سال کبیسه) باقی‌است.

## رویدادها
- ۱۲۹۷ - صدور نخستین شناسنامه ایرانی که آن زمان با نام سجل شناخته شده بود‌ برای دختری به نام فاطمه
- ۱۳۱۳ - تصویب قانون بنیان‌گذاری کانون جهانگردی و اتومبیل‌رانی در مجلس شورای ملی [۱]
- ۱۳۶۵ - آغاز عملیات کربلای ۴
- ۱۴۰۱ - وزارت اقتصاد طالبان در بخش‌نامه‌ای به نهادهای غیر دولتی داخلی و خارجی افغانستان دستور داد تا اطلاع بعدی، فعالیت کارمندان زن به حالت تعلیق درآید.

## زادروزها
- ۱۲۲۲ - شیخ فضل‌الله نوری، از طرفداران مشروعه‌خواهی
- ۱۲۵۳ - ناصر دیوان کازرونی، کلانتر کازرون و از رهبران قیام علیه انگلستان در جریان اشغال ایران در جنگ جهانی اول
- ۱۳۷۴ - امیر مقاره، خواننده ، فوتبالیست، بازیگر، مدلینگ
- ۱۳۰۴ - محمدابراهیم باستانی پاریزی، تاریخ‌دان
- ۱۳۳۴ - حمید لولایی، بازیگر
- ۱۳۴۵ - پاکسیما زکی‌پور، شاعر
- ۱۳۶۰ - عمار تفتی، بازیگر
- ۱۳۶۱ - هادی پاکزاد، خواننده
- ۱۲۹۷_انور سادات، رئیس جمهور مصر پیشین

## درگذشتگان
- ۱۳۸۹ - محمد عبداللهی، جامعه‌شناس
- ۱۳۹۱ - نیما نهاوندیان، مجری
- ۱۳۹۶ - حسین شاه‌حسینی، از اعضای هیئت رهبری جبهه ملی ایران
- ۱۳۹۸ - نورعلی تابنده، رهبر سلسله نعمت‌اللهی سلطان‌علیشاهی دراویش گنابادی
- ۱۴۰۲ - ملیکا محمدی، بازیکن فوتبال
- ۱۴۰۳ - ژاله علو، بازیگر و صداپیشه